# فرودگاه فورت لنگلی
فرودگاه فورت لنگلی (به انگلیسی: Fort Langley Airport) یک فرودگاه همگانی است که یک باند فرود آسفالت دارد و طول باند آن ۱۲۱۶ متر است. این فرودگاه در کشور کانادا قرار دارد و در ارتفاع ۹ متری از سطح دریا واقع شده است.